# Koriacki Okręg Autonomiczny
Koriacki Okręg Autonomiczny (ros. Корякский автономный округ) – istniejąca do 1 lipca 2007 r. jednostka terytorialna Federacji Rosyjskiej.

## Geografia
Terytorium dawnego Koriackiego Okręgu Autonomicznego położone jest na kontynencie azjatyckim. Większą część powierzchni pokrywają góry (Koriackie i Kołymskie). Główną rzeką jest Penżyna. Podstawowe gałęzie gospodarki to rybołówstwo, hodowla reniferów, myślistwo oraz wydobycie węgla brunatnego.

### Klimat
Klimat subarktyczny. Średnia temperatura stycznia od −24 °C do −26 °C, lipca od +10 do °C +14 °C. Roczna suma opadów 300–700 mm.

### Demografia
W 2002 roku Rosjanie stanowili 50,5%, Koriacy – 26,4%, Czukcze – 5,6%, Itelmeni – 4,7%, Ukraińcy – 4,08%, Eweni – 2,9%.

## Historia
W latach 1919–1922 ziemie Koriaków zostały opanowane przez Białą Gwardię, a następnie w 1923 przez Armię Czerwoną. W 1930 utworzono w ramach Obwodu Kamczackiego Koriacki Okręg Narodowościowy.
1 lipca 2007 r. Koriacki Okręg Autonomiczny został wcielony do nowo utworzonego Kraju Kamczackiego jako Okręg Koriacki.

## Tablice rejestracyjne
Tablice pojazdów zarejestrowanych w Koriackim Okręgu Autonomicznym mają oznaczenie 82 w prawym górnym rogu nad flagą Rosji i literami RUS.